# Cymatopus thaicus
Cymatopus thaicus är en tvåvingeart som beskrevs av Patrick Grootaert och Henk J.G. Meuffels 2001. Cymatopus thaicus ingår i släktet Cymatopus och familjen styltflugor. Inga underarter finns listade i Catalogue of Life.